# Otobothrium alexanderi
Espèce
Otobothrium alexanderi est une espèce de cestodes de la famille des Otobothriidae. C'est un parasite que l'on rencontre chez des espèces de poissons, notamment des requins du genre Carcharhinus comme le Requin nerveux, au large de l'Australie.